# Jealousy (альбом X Japan)
Jealousy (с англ. — «Ревность») — третий студийный альбом японской метал-группы X Japan (на тот момент — X), выпущенный 1 июля 1991 года. Релиз стал самым коммерчески успешным альбомом группы: он возглавил хит-парад Oricon и пребывал в нём 50 недель, а продажи превысили миллион копий. Jealousy является последним альбомом группы, записанным при участии бас-гитариста Тайдзи и изданным под названием X.

## Предыстория и выпуск
После выпуска в 1989 году второго альбома Blue Blood, продажи которого превысили полмиллиона копий, X удостоилась Гран-при в качестве лучшего начинающего исполнителя года во время 4-й церемонии Japan Gold Disc Awards в 1990 году. Sony сообщила группе, что теперь они могут отправиться куда хотят. Ёсики посетил Париж и Лондон, в то время как другие участники выбрали Лос-Анджелес. Когда определялось место записи следующего альбома, Ёсики по итогу голосования оказался в меньшинстве, и 24 ноября 1990 года X отправилась в Лос-Анджелес. По возвращении участников в Японию в июне 1991 года в аэропорту их сопровождали 500 военнослужащих Сил самообороны Японии для сдерживания толпы.
В отличие от других альбомов X Japan, Jealousy примечателен наибольшим разнообразием в авторстве песен. Ёсики написал четыре песни из десяти, Хидэ написал «Miscast», «Love Replica» и «Joker», Тайдзи сочинил музыку для двух песен, «Desperate Angel» и «Voiceless Screaming», слова к которым написал Тоси. Пата сочинил одну инструментальную композицию для альбома. «Voiceless Screaming» написали Тайдзи и Тоси, когда ухудшилось состояние здоровья Ёсики и требовалось больше песен. В композиции выражаются чувства Тоси по поводу потери голоса в прошлом.
Jealousy вышел 1 июля 1991 года и в третью неделю месяца возглавил чарт Oricon, продажи составили 612 920 копий. В течение года после выхода альбом провёл в чарте 50 недель и получил миллионную сертификацию Японской ассоциации звукозаписывающих компаний. В 2007 году компания Oricon сообщила о суммарных 1,113 млн проданных копий. 14 февраля 2007 года вышло специальное издание, которое включало бонусный компакт-диск с инструментальными версиями песен и заняло 31-е место в чарте Oricon. 19 марта 2008 года было выпущено ремастеринговое издание, достигшее 241-го места в чарте. 27 июля 2016 года было издано ремастеринговое издание, над которым работал Боб Людвиг.

## Восприятие
| Оценки критиков | Оценки критиков |
| Источник        | Оценка          |
| --------------- | --------------- |
| AllMusic        | [ 10 ]          |

Обозреватель AllMusic Алексей Ерёменко отметил, что примечательной особенностью альбома является то, что «несмотря на металлическую основу, это довольно разнообразная запись», и хотя он весьма заметно опирается на баллады, «медленные песни не перегружают его, но и не звучат одинаково благодаря хорошей игре на пианино и акустической гитаре, а также умной аранжировке».
В 2009 году Jealousy занял 15-е место в списке 54 стандартных японских рок-альбомов журнала Bounce.

## Список композиций
| №   | Название                                  | Текст песни     | Музыка | Длительность |
| --- | ----------------------------------------- | --------------- | ------ | ------------ |
| 1.  | «Es Dur no Piano Sen» (Es Durのピアノ線)  |                 | Ёсики  | 1:50         |
| 2.  | «Silent Jealousy»                         | Ёсики           | Ёсики  | 7:15         |
| 3.  | «Miscast»                                 | Хидэ            | Хидэ   | 5:12         |
| 4.  | «Desperate Angel»                         | Тоси            | Тайдзи | 5:48         |
| 5.  | «White Wind from Mr. Martin ~Pata's Nap~» |                 | Пата   | 1:01         |
| 6.  | «Voiceless Screaming»                     | Тоси            | Тайдзи | 6:11         |
| 7.  | «Stab Me in the Back»                     | Хитоми Сиратори | Ёсики  | 3:54         |
| 8.  | «Love Replica»                            | Хидэ            | Хидэ   | 4:33         |
| 9.  | «Joker»                                   | Хидэ            | Хидэ   | 5:12         |
| 10. | «Say Anything»                            | Ёсики           | Ёсики  | 8:40         |

| №  | Название                                 | Длительность |
| -- | ---------------------------------------- | ------------ |
| 1. | «Silent Jealousy» (инструментальная)     | 7:21         |
| 2. | «Miscast» (инструментальная)             | 5:16         |
| 3. | «Desperate Angel» (инструментальная)     | 5:54         |
| 4. | «Voiceless Screaming» (инструментальная) | 6:18         |
| 5. | «Stab Me in the Back» (инструментальная) | 3:52         |
| 6. | «Joker» (инструментальная)               | 5:32         |
| 7. | «Say Anything» (инструментальная)        | 8:42         |

## Участники записи
X
- Тоси — вокал
- Хидэ — гитара
- Пата — гитара
- Тайдзи — бас-гитара
- Ёсики — барабаны, пианино

Другие участники
- Стив Крус — синтезатор
- Стэнли Беренс — гармоника
- Роджер Лав, Джин Миллер, Уоррен Хэм — бэк-вокал («Desperate Angel»)
- Анхель Фигероа, Лора Макбрум — голос («Joker»)
- Сильвиана Ле Шевалье — голос («Love Replica»)
- Брюс Дуков — концертмейстер
- Дэвид Кэмпбелл — дирижёр, аранжировка струнных